# Henry Fournier
Ne doit pas être confondu avec Henri Fournier (sportif).
Pour les articles homonymes, voir Fournier (nom de famille).
Louis Henry Fournier, né le 12 août 1876 à La Garde et décédé le 23 août 1954 à Paris, est un peintre, dessinateur et illustrateur français.

## Biographie
Henry Fournier est le fils de François Ernest Fournier, vice-amiral français, grand-croix de la Légion d'honneur et de Rose Marie Aimée Richard. Lieutenant de tirailleurs, Il se marie à Paris XVIIe le 18 juin 1908 avec Alice Marcelle Sauvan, fille d' Honoré Sauvan, sénateur des Alpes-Maritimes et ancien maire de Nice. Le couple divorce le 21 janvier 1919. Henry se remarie à Paris XVIe le 24 août 1931 avec Jeanne Agathe Thérèse Champoiseau.
Après avoir commencé une carrière militaire car il est lieutenant de tirailleurs lors de son premier mariage, Henry Fournier s'oriente vers une carrière artistique comme illustrateur et lithographe essentiellement actif de 1910 à 1930. Il réalise de nombreux dessins ou aquarelles humoristiques ainsi que des caricatures et affiches publicitaires.

## Œuvre

### Illustrations de revues
Il publie ses œuvres dans divers périodiques parisiens comme Le Sourire, La Vie Parisienne, Le Petit Journal illustré et pendant la période de la Première Guerre mondiale dans La Baïonnette.

### Illustrations de livres
Henry Fournier illustre quelques livres dont :
- Binet-Valmer, Le Plaisir, Paris, La Renaissance du livre, 1917, 79 p. (lire en ligne).
- Odette Pannetier, Plaisirs forcés à perpétuité, Paris, Editions Prométhée, 1929, 202 p. (lire en ligne).
- Jean d' Agraives, La gloire sous les voiles, Paris, Hachette, 1938, 191 p. (lire en ligne).
- Magdeleine du Genestoux, Un voyage comique, Hachette, coll. « Bibliothèque rose illustrée », 1939.

## Décorations
- Chevalier de la Légion d'honneur (1916)[3].

## Galerie

Dessins d'Henry Fournier
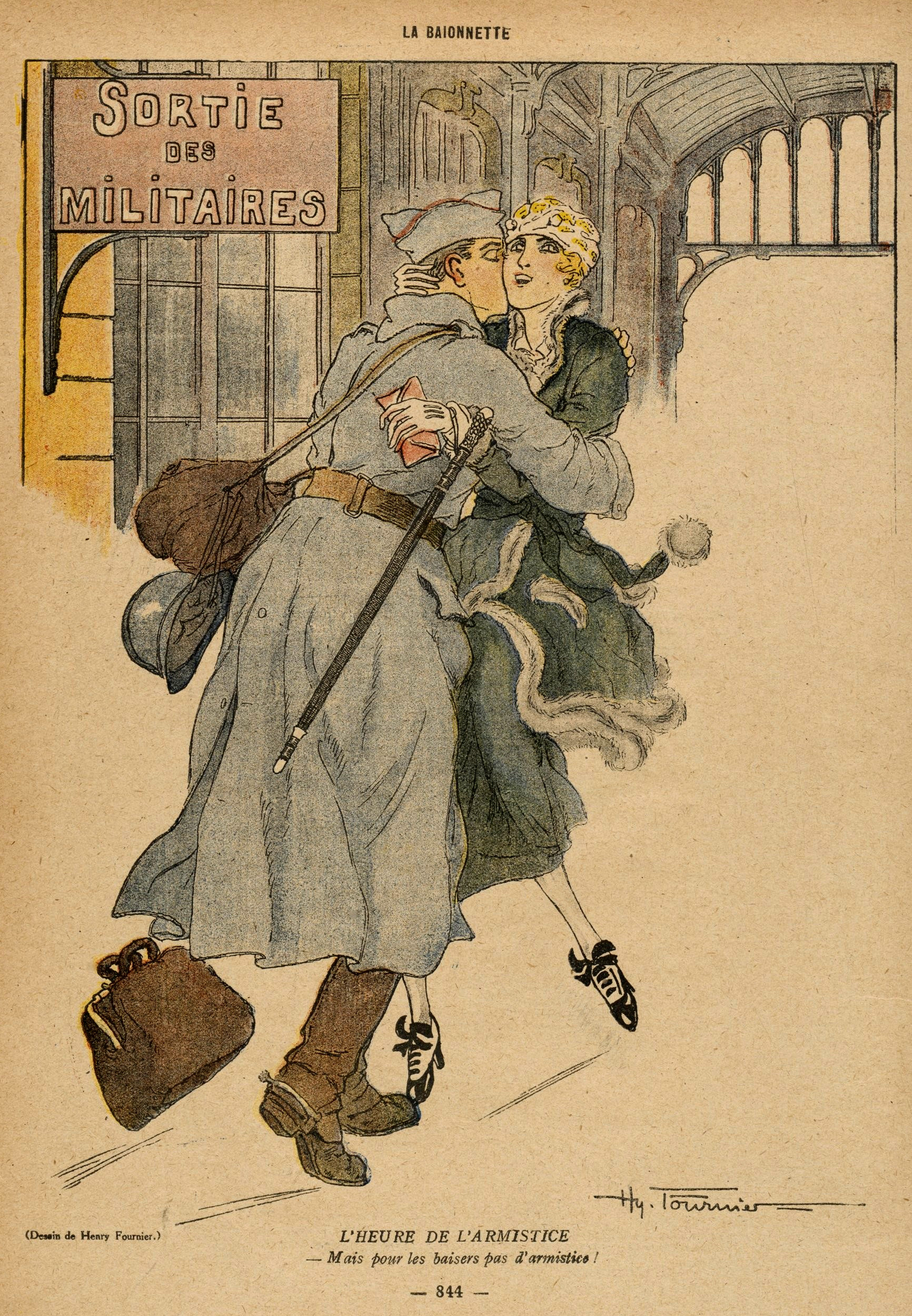
L'heure de l'armistice (1918)
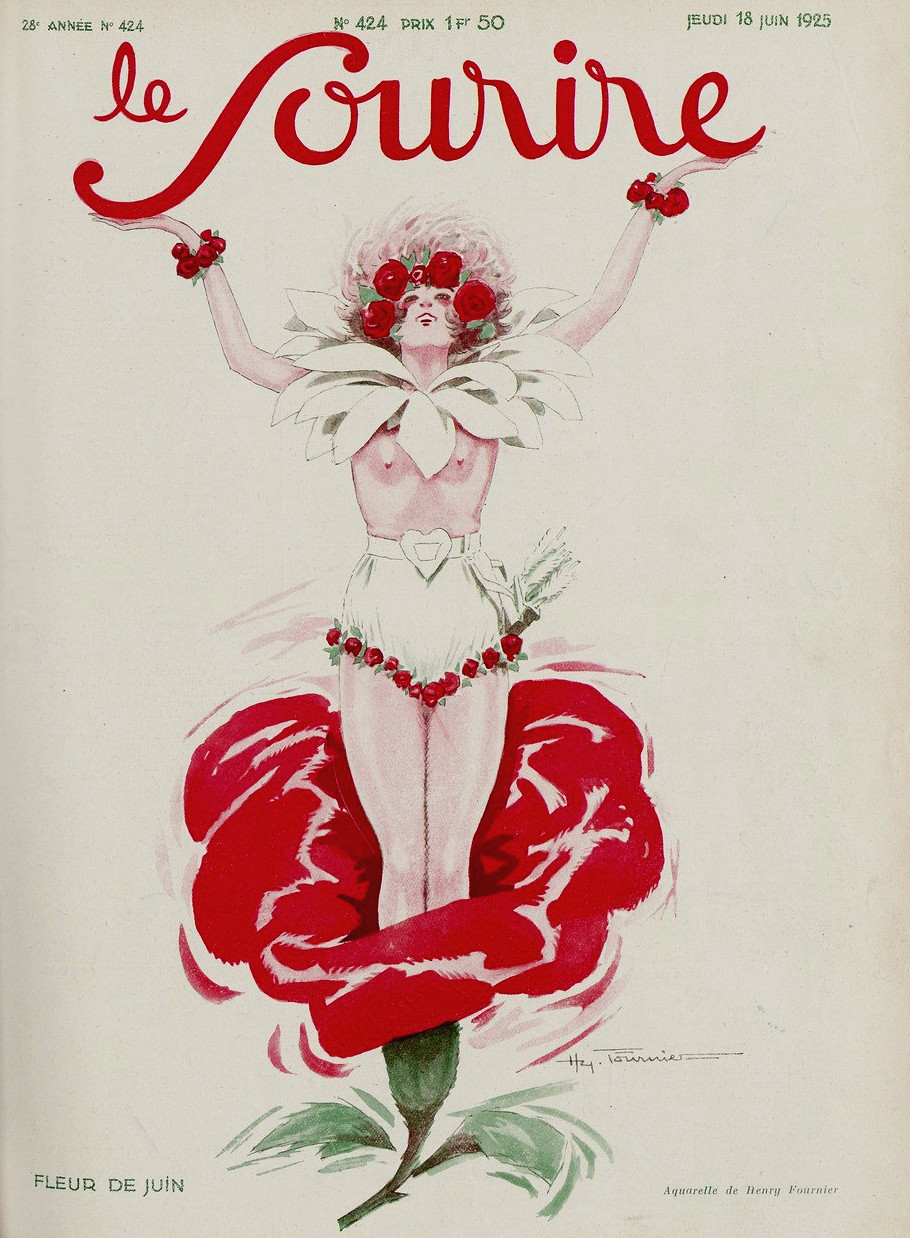
Fleur de juin (1925)
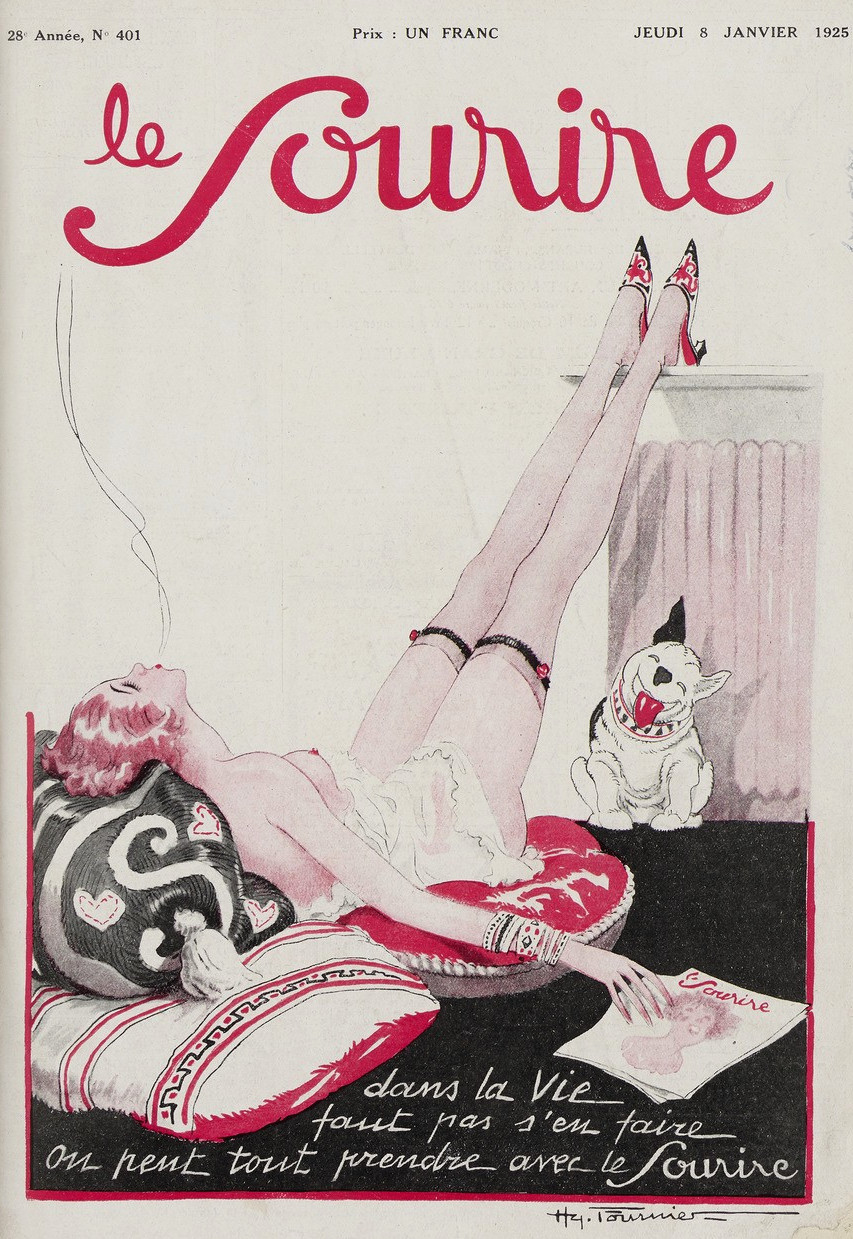
On peut tout prendre avec Le Sourire (1925)
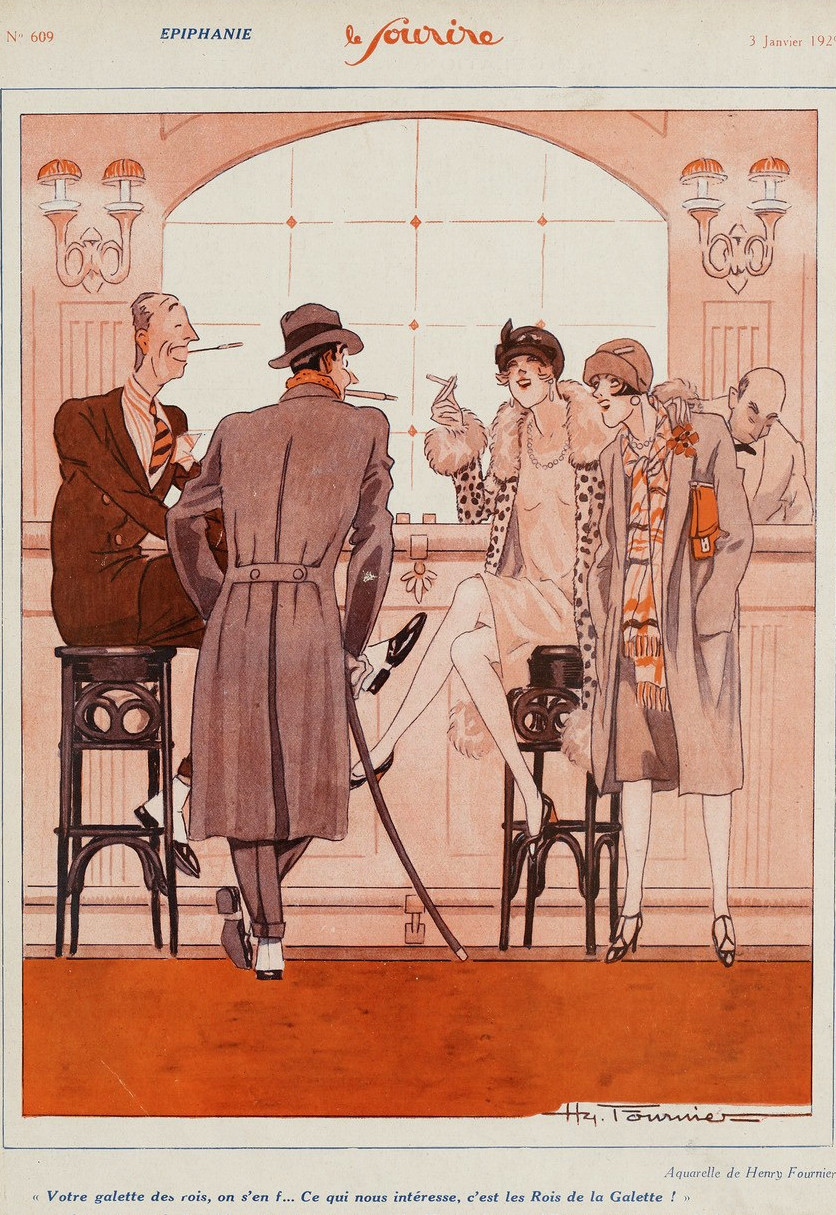
Les rois de la galette (1929)